# 戈盧別切
48°22′21″N 28°50′44″E / 48.37250°N 28.84556°E
戈盧別切（烏克蘭語：Голубече），是烏克蘭的村落，位於該國西南部文尼察州，由圖利欽區負責管轄，始建於1701年，面積2.77平方公里，海拔高度245米，2001年人口1,434。